# Antiblemma abstrusa
Antiblemma abstrusa là một loài bướm đêm trong họ Erebidae.